# 宮城県立支援学校女川高等学園
宮城県立支援学校女川高等学園（みやぎけんりつ しえんがっこう おながわこうとうがくえん）は、宮城県牡鹿郡女川町浦宿浜にある公立特別支援学校。知的障害を主たる教育対象としている。

## 概要
高等部専門学科のみを擁する、知的障害を教育領域とする支援学校として2014年に閉校した女川高等学校の跡地に開校。課程の特性上、知的障害の度合いが軽度の生徒に入学が限定される。さらに宮城県内の特別支援学校として唯一の3年間全寮制である。

## 沿革
- 2016年4月1日 - 宮城県立支援学校女川高等学園として開校

## 学部・学科
- 高等部
  - 産業技術科

## 教育目標
一人一人の人格と個性を尊重しながら，生徒の特性に応じた適切な職業教育を行い，自己の持つ能力や可能性を伸ばし，社会的・職業的に自立できる心身ともに健康で，誰からも愛される生徒を育成する。

## 教科
- 国語・社会・数学・理科・音楽・美術・保健体育・職業・家庭・外国語（英語）・情報等